# Mario Kart 64
Mario Kart 64 (en japonès: マリオカート64, Mario Kāto 64) és un videojoc de curses recreatiu que va sortir per la consola Nintendo 64. El joc és la seqüela del reeixit joc de Super Nintendo Super Mario Kart (1992). El joc va ser desenvolupat i publicat per Nintendo i va ser llançat el 14 de desembre de 1996 al Japó i el 10 de febrer de 1997 a l'Amèrica del Nord. La música va ser compositada per Koji Kondo, el qual va participar amb èxit en molts títols de Nintendo, i Kenta Nagata.
Com al seu antecessor, és un joc de conducció de karts protagonitzat per personatges famosos de Nintendo (Mario, Luigi, Yoshi…) en el qual s'ha de vèncer les copes en les diverses cilindrades. Corren al voltant de 16 pistes (4 en cadascuna de les 4 copes) amb elements que poden fer mal als oponents o ajudar l'usuari. Els canvis respecte a l'original inclouen la introducció de gràfics d'ordinador 3D per al disseny de pistes i suport per a quatre jugadors. Els personatges i els elements segueixen sent sprites en 2D, però les característiques de la pista 3D inclouen elevació, ponts, parets i fosses. El joc va tenir èxit comercial i va ser elogiat generalment per la diversió i l'alt valor de reproducció dels seus modes multijugador. És considerat com un dels millors videojocs de tots els temps.

## Jugabilitat

Cursa a la D.K.'s Jungle Parkway, el primer recorregut de la Copa Special. Mario Kart 64 és el primer joc de la sèrie que utilitza gràfics d'ordinador 3D.

Mario Kart 64 és un videojoc de carreres de karts en què el jugador controla un dels vuit personatges Mario en diversos circuits que varien en forma i tema. Durant una cursa, els jugadors poden obtenir objectes aleatoris de caixes especials col·locades en diferents zones de la pista que s'utilitzen per impedir els oponents i obtenir avantatge. Per exemple, les Closques Koopa Troopa i plàtans permeten al jugador atacar els oponents i frenar-los, i els Xampinyons atorguen al jugador un augment temporal de velocitat i capacitat de salt. En un canvi respecte a l'entrega anterior, els jugadors poden portar més d'un objecte alhora. Mario Kart 64 té 16 pistes de curses i 4 etapes de batalla. És el primer joc de la sèrie Mario Kart que admet el rebuf.

### Modes de joc
Mario Kart 64 té quatre modes de joc: Grand Prix ('Gran Premi'), Contrarellotge, Versus i Batalla. El mode Grand Prix admet tant el joc d'un jugador com el multijugador competitiu, mentre que altres modes només admeten un o l'altre.
- El mode Gran Premi fa que un o dos jugadors participin en quatre curses consecutives de tres voltes, cadascuna en un recorregut diferent, en una de les quatre copes seleccionables (Mushroom, Flower, Star, o Special[9]) contra set (o sis) jugadors d'ordinador. Quan el jugador completa una carrera, s'atorguen punts en funció del rang que va acabar, que va de l'1 al vuit i l'ordre de col·locació es trasllada a la següent carrera com a nova alineació inicial. Si el jugador ocupa el cinquè lloc o menys, el jugador ha de reiniciar la carrera. A diferència del Super Mario Kart original, el jugador pot reiniciar-se un nombre il·limitat de vegades, en lloc de només permetre tres reinicis. Després d'acabar les quatre curses, s'atorguen trofeus als jugadors que hagin acumulat més punts: bronze pel tercer lloc, plata pel segon i or per primer. El nivell de dificultat es mesura per la mida del motor: 50, 100 o 150cc. Hi ha una dificultat addicional desbloquejable anomenada "Extra", que permet als jugadors córrer a una velocitat de 100 cc en pistes invertides d'esquerra a dreta. Aquest és el primer joc de la sèrie que ofereix aquesta funció. Entregues posteriors anomenen aquesta funció com a "Mode mirall" en què els jugadors corren per pistes girades horitzontalment a una velocitat de 150 cc.
- La contrarellotge és un mode només per a un jugador amb l'objectiu de completar una cursa de tres voltes a la pista seleccionada en el temps total més ràpid. No hi ha corredors oponents ni capses d'objectes, tot i que el jugador sempre començarà cada cursa amb un bolet triple a la reserva. Per a qualsevol curs, es guarden els cinc temps totals més ràpids i també es guarda el temps de volta més ràpid de qualsevol cursa. El jugador pot triar competir contra un personatge fantasma, que imitarà el moviment del jugador d'una carrera anterior. Les dades fantasma de fins a dos cursos diferents es poden desar permanentment només en un dispositiu Controller Pak. Tanmateix, la versió de la Virtual Console de Mario Kart 64 publicada a la Wii és incompatible amb el dispositiu i, per tant, no pot desar dades fantasmes.[10]
- El mode Versus té de dos a quatre jugadors competint en curses individuals en qualsevol pista sense cap jugador d'ordinador. Amb dos jugadors, es fa un seguiment del nombre total de victòries de cada jugador i, en els partits de tres o quatre jugadors, es fa un seguiment del nombre de victòries en 1r, 2n i 3r lloc per a cada corredor.
- El mode de batalla admet de dos a quatre jugadors, i l'objectiu últim home dempeus fa que els jugadors s'ataquin entre ells amb elements dins d'un dels quatre camps seleccionables de l'arena. Els jugadors comencen una partida amb tres globus units a cadascun dels seus karts. Un jugador perdrà un globus cada vegada que el seu personatge sigui danyat en entrar en contacte amb un dels objectes ofensius dels altres jugadors, i queda eliminat del joc en perdre tots els globus. La partida s'acaba quan queda un jugador, que es declara guanyador. En partides de tres o quatre jugadors, els personatges dels dos primers jugadors que perdin tots els seus globus es transformaran en "Mini Bomb Karts" mòbils i perdran la possibilitat de guanyar el partit. El Mini Bomb Kart encara és maniobrable pel jugador i pot xocar i causar danys a un altre jugador només una vegada, després de la qual ja no pot participar.[11]

El mapa de la pista amb les ubicacions dels jugadors es pot veure com un mapa en miniatura, una barra de progrés rectangular ("Dades de classificació") o un velocímetre. A Yoshi's Valley, la barra de progrés rectangular no identifica personatges a causa de la vaguetat dels camins de la cursa.

### Personatges jugables
Mario Kart 64 inclou vuit personatges jugables: Mario, Luigi, Princess Peach, Toad, Yoshi, Bowser, Wario i Donkey Kong. Els personatges es divideixen en tres classes de pes: els pesos lleugers, els karts dels quals tenen l'acceleració i la velocitat màxima més altes en el comerç de baix pes; els pesos pesats, els karts dels quals tenen un pes més elevat per xocar els jugadors i perden menys velocitat mentre giren, però pateixen una velocitat màxima i una acceleració lleugerament inferiors; i els pesos mitjans, que tenen una acceleració mediocre i la mateixa velocitat màxima que els pesos pesats, però tenen molt millor control de la direcció. El joc havia de presentar originalment el personatge Kamek, un personatge dolent de Yoshi's Island, abans de ser substituït per Donkey Kong.

## Desenvolupament
La producció va començar l'any 1995 amb el títol Super Mario Kart R, on la "R" significa "renderitzat". El joc es va desenvolupar simultàniament amb Super Mario 64 i The Legend of Zelda: Ocarina of Time, destinat a ser un videojoc de llançament per a Nintendo 64, però es van donar més recursos als altres dos. El creador de la sèrie Mario Shigeru Miyamoto va actuar com a productor i sovint va consultar amb el director del joc Hideki Konno. Algunes primeres imatges del joc es van mostrar breument a la Shoshinkai Software Exhibition al Japó el 24 de novembre de 1995. Miyamoto va declarar que el joc estava complet al 95%, però Nintendo va optar per no mostrar una versió jugable a causa de la difícil logística de demostrar les característiques multijugador. El prototip presentava l'element Feather de Super Mario Kart i un Magikoopa com un dels vuit personatges jugables, que va ser substituït per Donkey Kong al joc final.
Els controls de conducció del jugador van ser dissenyats per ser similars al funcionament d'un cotxe de radiocontrol. Mario Kart 64 inclou pistes que es representen completament en 3D i fent ús de billboarding per mostrar els personatges i els elements mitjançant l'ús del model avançat de personatges (ACM), la CPU MIPS i les estacions de treball de Silicon Graphics. Konno va afirmar que, tot i que representar els personatges com a models 3D no era impossible, la visualització de vuit personatges 3D simultanis hauria superat la potència de processament de la consola. En lloc d'això, els personatges estan formats per sprites pre-renderitzats que mostren els personatges des de diferents angles per simular una aparença en 3D, similar a Super Mario Kart, Killer Instinct, i Cruis'n USA. Rare, desenvolupador dels jocs Donkey Kong Country, va proporcionar el model de personatge de Donkey Kong. A la meitat de la producció del joc, els desenvolupadors van patir una fallada de disc dur, cosa que va fer que els models de personatges originals es perdessin. Es van veure obligats a refer "al voltant del 80%" dels models de personatges i van actualitzar la pantalla de selecció de personatges per tenir-los animats en comptes d'inamovibles, cosa que no estava en els plans originals.
La tècnica de la banda de goma IA impedeix que tots els corredors es separin fàcilment, i l'element Spiny Shell (closca blava), que apunta i ataca el jugador en primer lloc, es va afegir en ordre per mantenir cada cursa competitiva i equilibrada. L'objecte es va incloure en tots els jocs posteriors de Mario Kart.

## Banda sonora
La banda sonora de Mario Kart 64 va ser composta per Kenta Nagata, que és el seu primer treball en un joc de Nintendo. La banda sonora es va publicar diverses vegades en diferents formats, incloent-hi disc compacte i casset d'àudio. Es van publicar quatre versions diferents de l'àlbum: Race Tracks i Greatest Hits Soundtrack a Amèrica del Nord; Original Soundtrack i Club Circuit es van estrenar al Japó. Més tard va ser llançat en una col·lecció de tres discos, juntament amb les bandes sonores de Star Fox 64 i Super Mario 64.

## Llançament
A més del llançament habitual al Japó, Nintendo va llançar una "edició limitada" que era el cartutx normal inclòs amb un controlador de Nintendo 64 en negre i gris. El llançament japonès el desembre de 1996 va ser seguit per un llançament als Estats Units el febrer de 1997. El president de Nintendo of America Howard Lincoln va declarar que a més del temps necessari per a la localització, Mario Kart 64 va ser més crític per al mercat japonès, ja que hi havia menys jocs N64 disponibles en aquell mercat en aquell moment. Va ser llançat al Regne Unit el 24 de juny de 1997.
Mario Kart 64 va ser llançat com a joc de la Consola virtual descarregable a la Wii el gener de 2007 i a la Wii U el desembre de 2016. L'octubre de 2021, Nintendo també va portar el joc a Nintendo Switch Online.
Durant els primers tres mesos de 1997, Mario Kart 64 va ser el videojoc de consola més venut als Estats Units, amb vendes de 849.000 unitats durant el període. El 2007, aproximadament 5,5 milions de còpies de Mario Kart 64 s'havien venut als Estats Units i 2,24 milions al Japó.

## Rebuda
Mario Kart 64 va rebre crítiques generalment positives de la crítica i va demostrar ser un èxit comercial. L'agregador de ressenyes Metacritic el classifica com el sisè títol de Nintendo 64 millor classificat basant-se en quinze ressenyes. Ha venut 9,87 milions de còpies a tot el món, el que el converteix en el segon joc més venut de la N64.
Els crítics van debatre la presentació i els elements visuals del joc. Els seguidors consideraven que el joc utilitzava adequadament la potència de l'N64 (crítics de GamePro i Electronic Gaming Monthly), va fer que el joc es destaqués respecte els altres en el gènere de carreres i en la sèrie Mario (Trent Ward de GameSpot), i va ser una millora respecte al seu predecessor de 16 bits (Corbie Dillard de NintendoLife i un revisor de GameRevolution). Carine Barrel de la revista francesa Officiel Nintendo Magazine va gaudir de les imatges colorides i fluides del joc, i va afegir que la seva presentació global semblava una experiència "màgica". Els detractors dels gràfics consideraven que els mancaven detalls (Tom Gulse de Computer and Video Games i Peer Schneider d'IGN), no eren prou millors que l'entrada anterior de 16 bits (Scott McCall d'AllGame i Neil West de Next Generation), i no es va beneficiar plenament de la potència de l'N64 (Francois Caron de Jeuxvideo.com). L'ús de sprites 2D era una crítica comuna, West argumentant que feia que el joc semblés de 16 bits.
El disseny de pistes i la jugabilitat deMario Kart 64 va guanyar una crítica polaritzada. El joc va ser criticat per no ser innovador (Schneider), massa fàcil (Caron), i senzill i monòton (Ward i Nick Ferguson d'Edge). Ed Lomas de Computer and Video Games i Jonathan Nash de N64 Magazine sentia que l'èxit depenia massa d'aconseguir els power-ups adequats. En Morley no li agradava el disseny de via ample i semblant a una autopista de Mario Kart 64 dient que no va proporcionar una experiència "plena d'adrenalina" que els jugadors podrien haver esperat. Els crítics també van trobar errors en l'ús del joc de l'equilibri de dificultat de la banda de goma, reconeixent que donava a la IA enemiga un avantatge injust. També s'han observat problemes tècnics com ara la detecció de col·lisions i retards en el "Mode de batalla" de quatre jugadors.
La jugabilitat sí que va tenir partidaris, que van destacar la seva gran quantitat de pistes (West, GamePro, i Electric Playground), va trobar els seus dissenys de pistes més detallats i impressionants que Super Mario Kart (Schneider i Diillard), i va pensar que tenia un gran valor de joc (Caron i GamePro). David Wildgoose i Jonathan d'Hyper va destacar el control de gir flexible amb el joystick de múltiples angles, anomenant-lo "perfecte" i fidel als karts de la vida real. Jonathan va gaudir de la quantitat de concentració i reflexos ràpids requerits per al jugador. Wildgoose va informar que havia tingut molts moments inesperats mentre jugava al joc a causa de la seva "IA enginyosament diabòlica" i les caixes que contenen diferents potenciadors cada vegada que es recullen. Els crítics, fins i tot aquells tèbies cap als gràfics, van assenyalar positivament tocs com els girs de 180 graus al castell de Bowser, les vies del tren al desert de Kalimari, els camions a Toad's Turnpike, les vaques a la granja Moo Moo, el castell de Peach a Royal Raceway i els pingüins lliscants de Sherbet Land com a elements destacats, així com les bufades de fum que surten del kart. Els crítics van trobar que el mode multijugador era millor que el d'un sol jugador, amb Schneider anomenant-lo "el caos multijugador en el seu millor moment". Electronic Gaming Monthly el va nomenar subcampió al "Joc multijugador de l'any" (darrere de Saturn Bomberman) als Premis Editors' Choice de 1997.
El joc va ser popular comercialment i va ajudar a generar diverses seqüeles que s'han presentat a través de generacions de consoles de Nintendo. Mario Kart 64 es va situar 17è als 100 millors jocs de Nintendo de tots els temps de Official Nintendo Magazine i el 49è l'any 1997 de la llista dels 100 millors jocs de consola de tots els temps d'Electronic Gaming Monthly.
En 1998, Mario Kart 64 va ser nominat pel Joc de Carreres de Consola de l'Any per l'Acadèmia d'Arts i Ciències Interactives durant els premis inaugurals d'Interactive Achievement Awards.